# Paul Morrissey
Paul Morrissey (n. 23 februarie 1938, New York City, New York, SUA – d. 28 octombrie 2024, New York City, New York, SUA) a fost un realizator și regizor de filme american, cel mai cunoscut pentru asocierea sa cu Andy Warhol, respectiv cu grupul elitist al acestuia, "clica" cunoscută sub numele vag de Warhol superstar.
Morrissey a urmat Ampleforth College și Fordham University, ambele instituții superioare de educație fiind sponsorizate de Biserica Romano-Catolică Statelor Unite ale Americii, pentru ca ulterior să servească în armata americană, United States Army. Fiind politic un conservator și chiar auto-caracterizându-se "de aripă dreaptă" ("right-winger") , având atitudini de protest public împotriva a ceea ce ce considerase a fi "imoral și anti-catolic", colaborarea îndelungată a lui Morrissey cu tăcutul, aparent apoliticul Warhol a fost considerat de mulți ca fiind "o clară nepotrivire", deși amândoi erau romano-catolici și de origine europeană (Warhol era de descendență slovacă iar Morrissey de descendență irlandeză.
Stilul curajos, de avangardă, a lui Morrissey era uneori atribuit asocierii sale cu Warhol, cu atelierul (sau studioul) acestuia cunoscut The Factory, respectiv cu grupul elitist ("clica" sa de vedete), mișcarea și entitatea (deseori amorfă) cunoscută ca Warhol Superstar. Morrissey a negat această interpretare în cartea sa memorialistică, Zilele fabricii (conform originalului Factory Days).

## Citat
| “ | Andy [Warhol] never met one of those people before I cast them. They were not his coterie, and they were not hanging out at his gallery. These were selections of mine! I've had this all my life! The horror of it! His celebrityhood, which is an invention of the media, dominating my films!" (Morrissey in an interview with Kevin Mahler of The Times) | ” |

| “ | Andy [Warhol] nu s-a întâlnit niciodată cu acei oameni înaintea ca eu să fi făcut distribuția [filmului]. Ei nu făceau parte din cohorta sa [de admiratori] și nici nu erau obișnuiți ai galeriei sale. Toți aceștia au fost selecționați de către mine! Am auzit asta întreaga mea viață! [Și] teroarea sa! [Și] celebritatea sa, care este o invenție a mass media, dominând filmele mele!" (Morrissey într-un interviu cu Kevin Mahler de la The Times) | ” |

## Filmografie
- 1966 – Chelsea Girls
- 1967 – The Loves of Ondine
- 1967 – Imitation of Christ
- 1968 – Lonesome Cowboys
- 1968 – Flesh
- 1970 – Trash
- 1972 – Women In Revolt
- 1972 – Heat
- 1973 – L'Amour
- 1973 – Flesh for Frankenstein
- 1974 – Blood for Dracula
- 1978 – The Hound of the Baskervilles
- 1981 – Madame Wang's
- 1982 – Forty Deuce
- 1985 – Mixed Blood
- 1985 – Beethoven's Nephew
- 1988 – Spike of Bensonhurst

### Documentare
- 1982 – Chambre 66
- 1991 – Resident Alien (Quentin Crisp in America)
- 1994 – Jonas in the Desert
- 1995 – Nico Icon
- 1998 – Divine Trash